# Schefflera morototoni
Schefflera morototoni là một loài thực vật có hoa trong Họ Cuồng. Loài này được (Aubl.) Maguire, Steyerm. & Frodin miêu tả khoa học đầu tiên năm 1984. Đây là loài cây thân gỗ bản địa của miền nam Mexico, Đại Antilles, Trung Mỹ, và Nam Mỹ. Nó phát triển trong nhiều sinh cảnh khác nhau như Caatinga, Cerrado, và Rừng mưa Amazon của Brasil.